# What If... Doctor Strange Lost His Heart Instead of His Hands?
"What If... Doctor Strange Lost His Heart Instead of His Hands?" es el cuarto episodio de la primera temporada de la serie de televisión animada estadounidense What If...?, basada en la serie de Marvel Comics del mismo nombre. Explora lo que sucedería si los eventos de la película Doctor Strange (2016) del Universo cinematográfico de Marvel (MCU) ocurrieran de manera diferente, con la novia del Dr. Stephen Strange, Christine Palmer, muriendo en lugar de que Strange perdiera el uso de sus manos en un accidente automovilístico. El episodio fue escrito por el escritor principal AC Bradley y dirigido por Bryan Andrews.
Jeffrey Wright narra el episodio como el Vigilante, y este episodio también cuenta con las voces de Benedict Cumberbatch (Strange), Rachel McAdams (Palmer), Benedict Wong, Tilda Swinton, Ike Amadi y Leslie Bibb. La serie comenzó a desarrollarse en septiembre de 2018, y Andrews y Bradley se unieron poco después, y muchos actores esperaban repetir sus papeles de las películas del MCU. El episodio cuenta una trágica historia de amor en la que Strange intenta usar magia para evitar la muerte de Palmer. La animación del episodio estuvo a cargo de Flying Bark Productions con Stephan Franck como jefe de animación.
"What If... Doctor Strange Lost His Heart Instead of His Hands?" se estrenó en Disney+ el 1 de septiembre de 2021. Los críticos elogiaron la historia oscura y el final del episodio, pero dieron críticas mixtas por sus imágenes y la historia de Palmer.

## Trama
Después de completar con éxito una hemisferectomía poco común, el cirujano Dr. Stephen Strange, y su novia, la Dra. Christine Palmer, se dirigen a una fiesta de celebración en su honor. Sin embargo, sufren un accidente automovilístico que mata a Palmer. Un Strange afligido busca respuestas en Kamar-Taj, donde se convierte en Maestro de las Artes Místicas. Mientras estudia el Ojo de Agamotto, Strange descubre que puede manipular el tiempo, pero Ancestral y Wong le advierten que no lo haga, ya que podría dañar el tejido de la realidad. A pesar de transformarse en el Hechicero Supremo y derrotar a Dormammu, Strange no puede superar la muerte de su amada.
El día en que se cumplen 2 años de la muerte de Palmer, Strange regresa a esa noche usando el Ojo, pero no puede salvarla sin importar cómo altere los acontecimientos. Ancestral explica que evitar la muerte de Palmer significaría que nunca se convertiría en hechicero, creando una paradoja que destruiría el universo ya que el evento es un "punto absoluto" en el tiempo. Strange se niega a escuchar y usa el Ojo para escapar a la Biblioteca Perdida de Cagliostro. Conoce al bibliotecario O'Bengh y descubre que puede acumular suficiente poder para romper un punto absoluto absorbiendo seres mágicos.
Después de siglos de absorber seres mágicos, un moribundo O'Bengh le dice a Strange que todavía no es lo suficientemente poderoso porque es solo la mitad de sí mismo. Se revela que cuando Strange escapó de Ancestral, ella usó el poder de la Dimensión Oscura para dividirlo en dos versiones alternativas, con un Strange estudiando los libros de Cagliostro para convertirse en una versión malvada apodada "Strange Supremo" y una buena versión que aceptó la muerte de Palmer. Sin embargo, las acciones de Strange Supremo provocan que la realidad poco a poco se desmorone; Ancestral le pide a este último Strange que pueda derrotar a Strange Supremo.
Después de una batalla entre los dos, Strange Supremo domina al bueno Strange y lo absorbe. Strange Supremo usa sus poderes mejorados para revertir la muerte de Palmer, pero lo rechaza al ver su apariencia monstruosa. Cuando la paradoja destroza más la realidad y su entorno colapsa, Strange Supremo le pide ayuda al Vigilante. Este último se niega a interferir y el universo queda destruido. Mientras Strange conserva una pequeña bolsa, Palmer se desintegra, dejando a un Strange Supremo arrepentido llorando solo.

## Producción

### Desarrollo
En septiembre de 2018, Marvel Studios estaba desarrollando una serie de antología animada basada en los cómics What If...?, que explorarían cómo se alterarían las películas del Universo Cinematográfico de Marvel (MCU) si ciertos eventos ocurrieran de manera diferente.    El escritor principal AC Bradley se unió al proyecto en octubre de 2018,  y el director Bryan Andrews se reunió con el ejecutivo de Marvel Studios, Brad Winderbaum, sobre el proyecto ya en 2018;  la participación de Bradley y Andrews se anunció en agosto de 2019.  Son productores ejecutivos junto a Winderbaum, Kevin Feige, Louis D'Esposito y Victoria Alonso.  Bradley escribió el cuarto episodio,  titulado "What If... Doctor Strange Lost His Heart Instead of His Hands?", que presenta una historia alternativa de la película Doctor Strange (2016). "What If... Doctor Strange Lost His Heart Instead of His Hands?" se lanzó en Disney+ el 1 de septiembre de 2021.

### Escritura
El episodio fue escrito en febrero de 2019. En la historia alternativa del episodio, un accidente automovilístico provoca que la novia del Dr. Stephen Strange, Christine Palmer, muera en lugar de que Strange pierda el uso de sus manos,  creando una "oscura... trágica historia de amor". El equipo creativo de Doctor Strange in the Multiverse of Madness (2022) se interesó en la versión de Strange en What If...? durante el desarrollo de esa película. El episodio adapta parte de la novela de HG Wells The Time Machine, con Strange haciendo múltiples intentos de retroceder en el tiempo y salvar a Palmer solo para que ella muera para siempre.  Bradley tenía miedo de comenzar a trabajar en el episodio debido a sus temas pesados, incluida la tragedia y "por qué la pérdida duele tanto", pero finalmente descubrió que escribir el episodio fue una experiencia gratificante porque "todo se reduce al amor". las cosas que amamos pueden hacernos daño".  Bradley se basó en la pérdida personal de su primo mayor, utilizando su deseo de retroceder en el tiempo para salvarlo como base para que Strange quisiera salvar a Palmer, así como lo que significa tener dolor.  También lo llamó el episodio "más humano" de la temporada.  Andrews sintió que el episodio iba en una dirección diferente a otros de la serie que creía que la animación debería cubrir con más frecuencia,  y creía que la audiencia quedaría impactada por el final del episodio.
The Watcher considera intervenir para evitar que Strange ponga en peligro toda su realidad, tomando un papel más activo que en episodios anteriores, lo que el actor Jeffrey Wright dijo que fue un "cambio de actitud... propósito e intención" para él, volviéndose "menos incorpóreo". Añadió que el Vigilante tenía especial interés en esta historia porque él y el Doctor Strange tienen una "perspectiva común sobre ciertas cosas".  Wright también explicó que el Vigilante "no es un voyeur por el simple hecho de voyeurismo, de alguna manera está formado por estos personajes. Sin ellos, ¿qué ve? Se siente profundamente atraído por ellos, y tal vez no haya mucho que pueda soportar".  Wright se sintió conmovido por el episodio y creyó que sus lecciones eran "realmente fascinantes y relevantes", al tiempo que calificó la premisa del episodio como "atemporal", ya que todas las personas han tenido momentos en los que desearían poder deshacer ciertos eventos.  El episodio se refiere a puntos fijos en el tiempo como "puntos absolutos", que previamente se habían establecido como un "punto nexo" en la primera temporada de Loki. Bradley admitió que el "punto nexo" debería haberse utilizado en el episodio; sin embargo, los guiones de Loki aún no se habían creado cuando el episodio completó su animación.  

### Casting

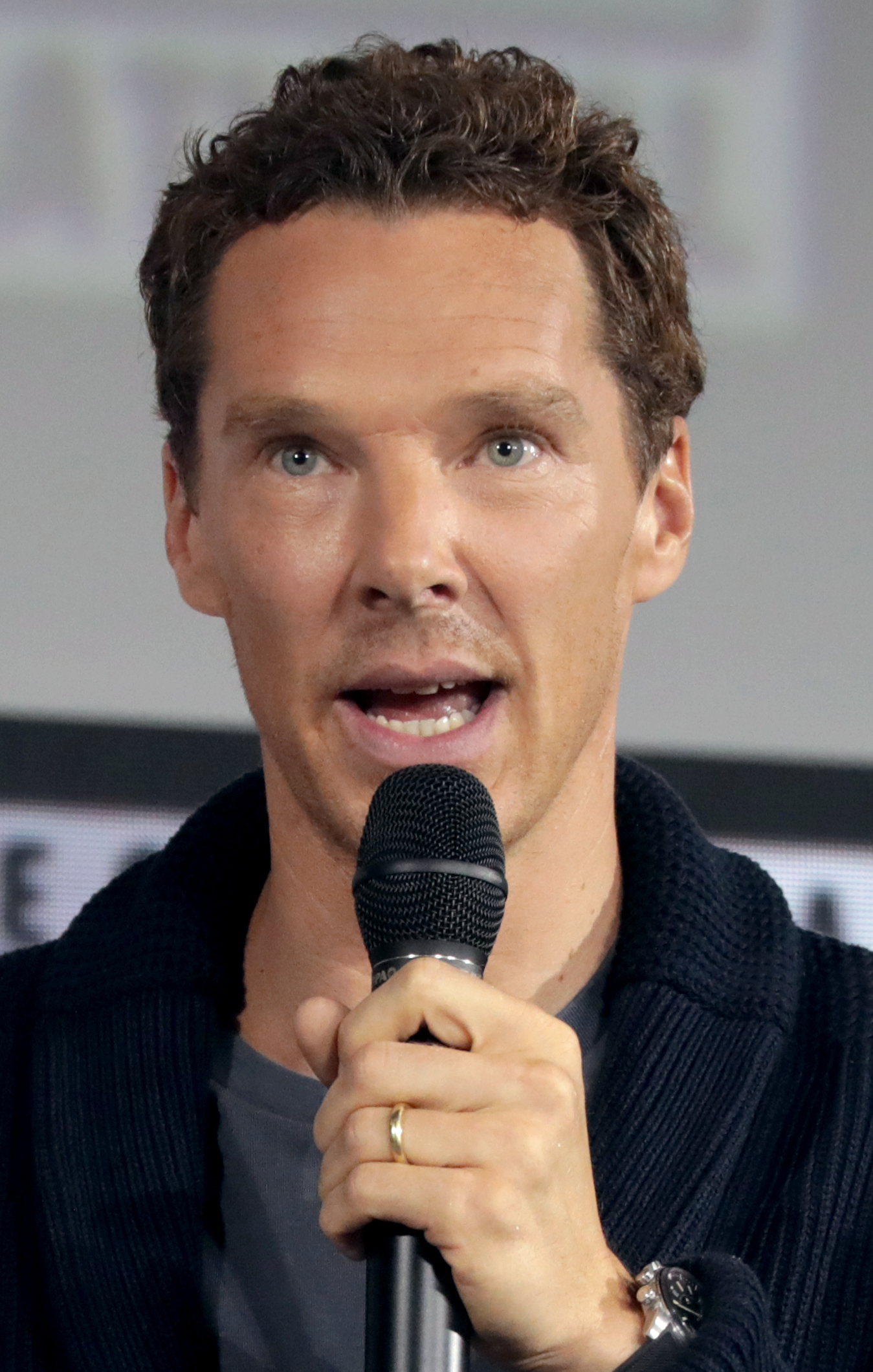
Benedict Cumberbatch retoma su papel de Stephen Strange en el episodio

Jeffrey Wright narra el episodio como el Vigilante, y Marvel planea que otros personajes de la serie tengan la voz de los actores que los interpretaron en las películas de MCU.  El episodio está protagonizado por los actores que regresan de Doctor Strange, Benedict Cumberbatch como el Dr. Stephen Strange, así como su contraparte malvada, conocida como Doctor Strange Supreme, Rachel McAdams como Christine Palmer, Benedict Wong como Wong y Tilda Swinton como Ancestral. Leslie Bibb retoma su papel de Christine Everhart de los medios anteriores de MCU e Ike Amadi también protagoniza el episodio como O'Bengh, que es un seudónimo utilizado por el hechicero Cagliostro en Marvel Comics. Dormammu también aparece en un papel sin diálogo.

### Animación
La animación del episodio fue proporcionada por Flying Bark Productions, con Stephan Franck como jefe de animación.  Andrews desarrolló el estilo de animación cel-shaded de la serie con Ryan Meinerding, jefe de desarrollo visual de Marvel Studios.  Aunque la serie tiene un estilo artístico consistente, elementos como la cámara y la paleta de colores difieren entre episodios.  Después de una proyección temprana del episodio antes de que comenzara el trabajo de animación, Feige dijo: "Es increíble... No sé cómo vamos a lograr esto con la animación, pero sigue esforzándote". El arte conceptual del episodio se incluye durante los créditos finales y Marvel lo publicó en línea después del estreno del episodio. 
Al diseñar una versión malvada de Doctor Strange, Meinerding tuvo en cuenta la idea de que había sido alterado por las criaturas místicas que estaba absorbiendo y diseñó una "persona malformada y de aspecto muy extraño". Los creativos decidieron que todavía querían que el personaje fuera reconocible como Strange, por lo que Meinerding optó por una versión más humana del personaje que es demacrado, con un traje más oscuro, piel más pálida,  cabello "más afilado y más peligroso" y barba,  y círculos oscuros debajo de los ojos. Meinerding describió esto como una apariencia de personaje malvado "clásica".  Otro elemento que se ajustó es la capa y el cuello del personaje, que es más grande para darle a las dos versiones de Strange una silueta distintiva. Los diseños más monstruosos que Meinerding hizo originalmente se recuperaron para el final del episodio. Esta apariencia incorpora las diferentes criaturas que aparecen en el episodio, que se basaron en ideas de Andrews, Bradley y el artista del guion gráfico Aram Sarkisian en lugar de en cualquier personaje existente de Marvel Comics.   Diseñaron alrededor de 20 criaturas diferentes para el episodio y querían que el aspecto fuera interesante por sí solo y también en la forma en que podrían fusionarse temporalmente con Strange mientras él las absorbe.  El equipo de diseño pasó por más iteraciones de Doctor Strange que muchos otros personajes de la serie mientras resolvían cuán malvado necesitaba ser retratado y cuán monstruosa debería ser su forma final, así como las otras variaciones como el personaje vistiendo un esmoquin, versiones lesionadas y de 10 a 15 variaciones de él absorbiendo diferentes criaturas.
Uno de los entornos más complejos de crear para el diseñador de producción Paul Lasaine y su equipo fue la habitación donde Strange absorbe a las criaturas. Se supone que será la misma sala de la biblioteca principal que se vio anteriormente en el episodio, e inicialmente planearon usar el mismo espacio con la iluminación apagada, pero la forma en que se enmarcaron las tomas para la secuencia significó que tendrían que crear 60 o 70 fondos diferentes para la escena. En cambio, crearon una nueva ubicación de "gran nada negro" y pintaron seis o siete columnas que luego podían mover por la escena dependiendo del ángulo de la toma. Otra secuencia difícil fueron los fondos abstractos requeridos cuando Strange ve una ilusión de Palmer cerca del final de la pelea culminante, que se agregó por sugerencia de los editores Joel y Graham Fisher. La pelea en sí fue desarrollada por Andrews y Sarkisian y los editores la describieron como "acción loca" y "cosas fenomenales", pero sintieron que restaría valor a la historia si los personajes simplemente pelearan hasta que uno de ellos ganara. Sintieron que agregar un "momento de tentación final" para el buen Strange en el que considera unirse a Strange Supreme para salvar a Palmer "restablecería la razón emocional de por qué esto está sucediendo y cuáles son los riesgos". En el guion original del episodio, el bueno de Strange sufrió una muerte mucho más espantosa a manos de Strange Supreme al ser asesinado a golpes con el Ojo de Agamotto . Durante el guion gráfico, Andrews y Sarkisian decidieron hacer la escena más fantástica y visual en lugar de "horriblemente violenta". Cuando Strange Supreme gana y cambia el pasado, el universo comienza a colapsar. Franck describió esto como un "entorno abstracto en el que no tienes nada que puedas reconocer para orientarte, y todo depende exclusivamente del lenguaje estético y de las formas". Los animadores utilizaron el distintivo estilo artístico Kirby Krackle del dibujante de cómics Jack Kirby, que rara vez se ve en el cine y la televisión, para representar el espacio negativo del universo que se disuelve a su alrededor con un campo negro.
Al discutir los aspectos más desafiantes de la animación de la serie, Franck dijo que las expresiones faciales matizadas estaban en un extremo de ese espectro y dio como ejemplo las conversaciones de este episodio entre Strange y Palmer en el auto. Dijo: "Hay cosas que [Strange] quiere decir, pero no puede decir, o cosas que está dispuesto a decir, pero ella no puede entender. Todas esas capas de sutileza entre el texto, el subtexto y lo profundo que está enterrado". había que transmitir. Bradley y Andrews querían impulsar lo cinematográfica que podía ser la serie con estas expresiones faciales para que coincidieran con la actuación de voz, y Andrews sintió que este episodio en particular era un "tour de force".  Bradley sintió que tenía "imágenes hermosas, una acción asombrosa y, con suerte, algunos buenos giros".  Al director de Doctor Strange, Scott Derrickson, se le mostró una versión inicial del episodio y lo describió como "fantástico".

### Música
La compositora Laura Karpman combinó elementos de partituras existentes del MCU con música original para la serie, haciendo referencia específica a elementos de la partitura de Doctor Strange de Michael Giacchino para este episodio. Karpman en su mayoría simplemente copió el uso del clavicémbalo por parte de Giacchino porque la mayor parte de la historia del episodio está separada de los eventos de la película. Intentó utilizar la música para representar la historia repetitiva, que él llamó "triste, extraña y trágica", creando un motivo de piano de cuatro acordes que se repite con cada repetición de la historia del episodio. Crece musicalmente cada vez,   con instrumentación adicional, música de acción y el tema del Vigilante superpuesto. Marvel Music y Hollywood Records lanzaron digitalmente una banda sonora para el episodio el 3 de septiembre de 2021, con la partitura de Karpman.

## Marketing
Después del lanzamiento del episodio, Marvel lanzó un póster del episodio, con Doctor Strange Supreme y una cita del episodio.  Marvel también anunció productos inspirados en el episodio como parte de su promoción semanal "Marvel Must Haves" para cada episodio de la serie, incluida ropa, accesorios, Funko Pops y figuras de Marvel Legends basadas en Strange Supreme.

## Recepción
El sitio web de recopilación de reseñas Rotten Tomatoes informó una calificación de aprobación del 100% con una puntuación promedio de 8,5/10 basada en 5 reseñas.
Tom Jorgensen le dio al episodio 8 sobre 10 para IGN, calificándolo como "el episodio más inquietante" de la serie hasta el momento y una "advertencia eficaz sobre lo que la pérdida puede hacerle a una persona". Sintió que la dirección más oscura del episodio se adaptaba mejor a la serie y elogió cómo el episodio utilizó la muerte inevitable de Palmer para representar "los efectos de la tragedia, de una pérdida tan dolorosa que deshaceríamos el mundo para revertirlo". Jorgensen también notó los elementos de terror gótico en el episodio, con Strange evocando tanto al Dr. Jekyll como a Víctor Frankenstein. Criticó la decisión de crear dos versiones de Strange, sintiendo que era una complicación innecesaria que existía solo para que los personajes pudieran pelear al final, y sintió que la pelea en sí no se sentía fresca ya que seguía el tropo común de MCU de un héroe peleando contra otro. versión de ellos mismos. A pesar de eso, elogió el episodio por "mantener el aterrizaje" y destacó el final como uno de los momentos más oscuros del MCU. Sam Barsanti de The AV Club también se mostró decepcionado con la pelea entre Strange y Strange Supreme, calificándola de "un poco de Dragon Ball de una manera aburrida", especialmente en comparación con las imágenes de Doctor Strange. Barsanti elogió el escenario "qué pasaría si" y el final oscuro del episodio, creyendo que ambos fueron ejecutados con más éxito que en el episodio anterior, y dijo que el episodio recibía una "B".
David Opie de Digital Spy dijo que el episodio fue "sin duda el mejor y más conmovedor" de la serie hasta el momento, con el final más oscuro de Marvel Studios desde Avengers: Infinity War (2018). Amon Warmann en Yahoo! News pensó que el final era incluso mejor que Infinity War, creyendo que la película había sido socavada por los planes de Marvel para futuras películas del MCU, mientras que el episodio era una historia independiente con un final que no necesita deshacerse. Elogió el montaje "identificable y desgarrador" de las muertes de Palmer, incluida la música de Karpman para la secuencia, y fue muy positivo acerca de las imágenes del episodio: describió la secuencia en la que Strange Supreme absorbe a las criaturas como "apropiadamente una pesadilla", y su punto culminante de El episodio fue la pelea entre Strange y Strange Supreme, que comparó con la pelea entre Strange y Thanos en Infinity War y la describió como "visualmente impresionante, inventiva y divertida de ver". Warmann pensó que el episodio necesitaba más tiempo para vender el giro de Strange Supreme hacia el mal, a pesar de la actuación de Cumberbatch, que en su opinión era la más fuerte de los actores de MCU que regresaban a la serie hasta ahora. Rosie Knight de Den of Geek le dio al episodio 3,5 de 5 estrellas, calificándolo de "un montón de diversión cósmica" y destacando las secuencias en las que Strange Supreme absorbe a las criaturas y donde la Capa de levitación de Strange lucha con la capa de Strange Supreme.
A pesar de apreciar la forma en que se utiliza la muerte de Palmer en el episodio, Jorgensen pensó que McAdams tenía un "papel ingrato como poco más que la fuente del dolor de Strange". Warmann también sintió que la historia funcionó para el episodio a pesar de que Palmer fue retratado como "poco más que el objeto del afecto de Strange". Después de que McAdams también tuvo un pequeño papel en Doctor Strange, Warmann sintió que Marvel necesitaba compensar esto dándole un papel más importante en una película futura o episodio de What If...?. Knight y Barsanti dijeron que la historia de Palmer era un ejemplo de frigging, al igual que Rachel Leishman de The Mary Sue, quien criticó el uso continuo del tropo pero disfrutó la forma en que este episodio lo usó como catalizador para Strange Supreme. convertirse en villano y exponer las "tendencias egoístas" del personaje. Comparó el arco de Strange Supreme en el episodio con el arco de Wilson Fisk / Kingpin en Spider-Man: Into the Spider-Verse (2018), y apreció que la buena versión de Strange en el episodio se represente aceptando el pasado y enfocándose en el futuro.
Kris Naudus de Engadget analizó el regreso del monstruo con tentáculos del estreno de la serie en este episodio, calificándolo de ejemplo de un "sentido subyacente de continuidad [que] ha comenzado a desarrollarse" dentro de la serie. También comparó la forma en que se desarrolla el episodio con la premisa de la serie al hacer que el Vigilante hable con Strange Supreme con el episodio "A World of His Own" de The Twilight Zone. Jorgensen sintió que era un desarrollo interesante para la serie y el Vigilante que ignorara activamente a un "personaje necesitado" como lo hace con Strange Supreme.  Naudus y Barsanti también notaron la expansión de la lógica de viajes en el tiempo de la serie para incluir puntos absolutos en el tiempo, un concepto por el que se conoce la serie de viajes en el tiempo Doctor Who. Opie especuló que los eventos del episodio podrían tener un impacto en las próximas películas Spider-Man: No Way Home (2021) y Doctor Strange in the Multiverse of Madness, ya sea al hacer que Strange Supreme aparezca en esas películas o al tener una amenaza similar del universo que termina el juego en sus historias.
El escritor de Doctor Strange C. Robert Cargill elogió el episodio y dijo que fue un momento destacado de su carrera ver un episodio de What If...? basado en una película que había escrito.

### Reconocimientos
Mac Smith, Bill Rudolph, Alyssa Nevarez, Cheryl Nardi, Anele Onyekwere, Tom Kramer, John Roesch y Shelley Roden fueron nominados por Logro Sobresaliente en Edición de Sonido - Animación no teatral en los Golden Reel Awards 2022. El episodio fue nominado a Mejor Programa Animado en la 74.ª edición de los premios Primetime Creative Arts Emmy. Este episodio fue elegido como presentación de la serie para los Emmy porque los creadores sintieron que era un "episodio muy fuerte" que tenía un núcleo más emocional y un final más oscuro que los demás, así como por la actuación de Cumberbatch.